# 이혁준
이혁준은 대한민국의 작곡가이자 광고인이다. 1987년 제11회 MBC 대학가요제 한밤의 디스크 쟈키로 데뷔하였다. 시니즈엔터테인먼트 대표이기도 하다.

## 앨범
- 2003년 《쉼...》
- 2009년 《Dramatic! (이혁준 드라마작품집)》
- 2013년 《Dramatic 1.5 -야인시대 Special (이혁준 드라마작품집)》

## 드라마 OST 작곡
- 2003년 SBS 드라마 《야인시대》
- 2005년 SBS 드라마 《엄마의 전성시대》
- 2006년 KBS TV문학관 《등신불》

## 저서
- 1992년 《상기된 너의 볼에 예쁜 시 하나 남기고 싶네》 영운기획 ISBN 2004683000331

## 수상
- 2002년 대한민국 광고대상 장려상
- 2001년 대한민국 광고대상 장려상
- 1998년 대한민국 광고대상 은상
- 1997년 대한민국 광고대상 금상
- 1993년 신촌문학상
- 1992년 상경문학상